# 三氟化硫氮
三氟化硫氮或三氟硫化氮，是一种无机化合物，化学式为NSF3。它是一种稳定的无色气体，并且是制备其他硫-氮-氟化合物的重要前体。它的空间构型为四面体，其中含有典型的硫氮三键。
NSF3可以由二氟化银氟化氟化硫杂氮制备：
NSF + 2 AgF2 → NSF3 + 2 AgF
用S
2F
10氧化氨也可以制得三氟化硫氮。
它比氟化硫杂氮稳定得多，在室温下不和氨和氯化氢反应，只有在400 °C下才会和钠反应。它和碳酰氟在氟化氢存在时反应，生成SF5NCO。